# Saint-Malô-du-Bois
Saint-Malô-du-Bois ist eine französische Gemeinde mit 1.619 Einwohnern (Stand: 1. Januar 2022) im Département Vendée in der Region Pays de la Loire. Die Gemeinde gehört zum Arrondissement La Roche-sur-Yon und zum Kanton Mortagne-sur-Sèvre. Die Einwohner werden Malouins genannt.

## Geografie
Saint-Malô-du-Bois liegt etwa 49 Kilometer ostnordöstlich von La Roche-sur-Yon. Der Sèvre Nantaise begrenzt die Gemeinde im Osten. Umgeben wird Saint-Malô-du-Bois von den Nachbargemeinden Saint-Laurent-sur-Sèvre im Norden, Treize-Vents im Osten, La Gaubretière im Osten und Südosten, Les Epesses im Süden sowie Chanverrie im Westen und Nordwesten.

## Bevölkerungsentwicklung
| Jahr                      | 1962 | 1968 | 1975 | 1982 | 1990 | 1999 | 2006 | 2013 |
| Einwohner                 | 745  | 799  | 808  | 890  | 1085 | 1189 | 1429 | 1547 |
| Quelle: Cassini und INSEE |      |      |      |      |      |      |      |      |